# 社会統制
社会統制（しゃかいとうせい、英語: Social Control）とは、人類が社会生活において、秩序の維持のために、個人の行動を規制する社会的メカニズムの事である。

## 社会統制論
「社会統制」という用語のもとに人間の行動を規制する社会的メカニズムを研究対象とする社会統制論は社会学者のE. A. ロス（英: Edward Alsworth Ross）によって創始された（1901年の著書『社会統制論』など）。人類が社会生活において個人の行動を規制するために体系化した社会的メカニズムは古くから存在した。しかし、人々が社会の存在について無過誤な神の摂理と考えたり、社会に対して受動的な立場に置かれていた時代には、この種の研究が芽生えることはなかった。19世紀に入り社会変動の激しい時代になると、人々は社会の変動の過程と方向性に関心を持つようになり社会統制論が誕生するきっかけとなった。
E. A. ロスは1901年の『社会統制論』で、社会心理学を社会勢力論と個人勢力論に分け、社会勢力論をさらに社会影響論と社会統制論に二分した。社会的支配（英: social domination）のうち、社会影響論は流行・慣行・慣習・世論など特定の目的や意図のないものを研究領域とするのに対し、社会統制論は意図的で社会生活において欠くことのできないシステムを研究領域とする。